# Francisco Brancatti
Francisco Brancatti (Montevideo, 2 de julio de 1890 - 4 de junio de 1980) fue un compositor, cantante, letrista y guitarrista uruguayo con destacada actuación en Argentina.